# Schippersgracht (Maarssen)
De Schippersgracht is een straat op de oever(wal) van de Vecht in het Nederlandse dorp Maarssen. Op de andere oever bevindt zich de Herengracht. De Schippersgracht begint bij de Breedstraat (bij de Evert Stokbrug) en loopt tot aan de Bolensteinseweg en gaat over in de Wilhelminaweg. Er komen twee stegen uit op de Schippersgracht; de Molensteeg en de Besselsesteeg. Aan de Schippersgracht bevinden zich talrijke monumentale panden.

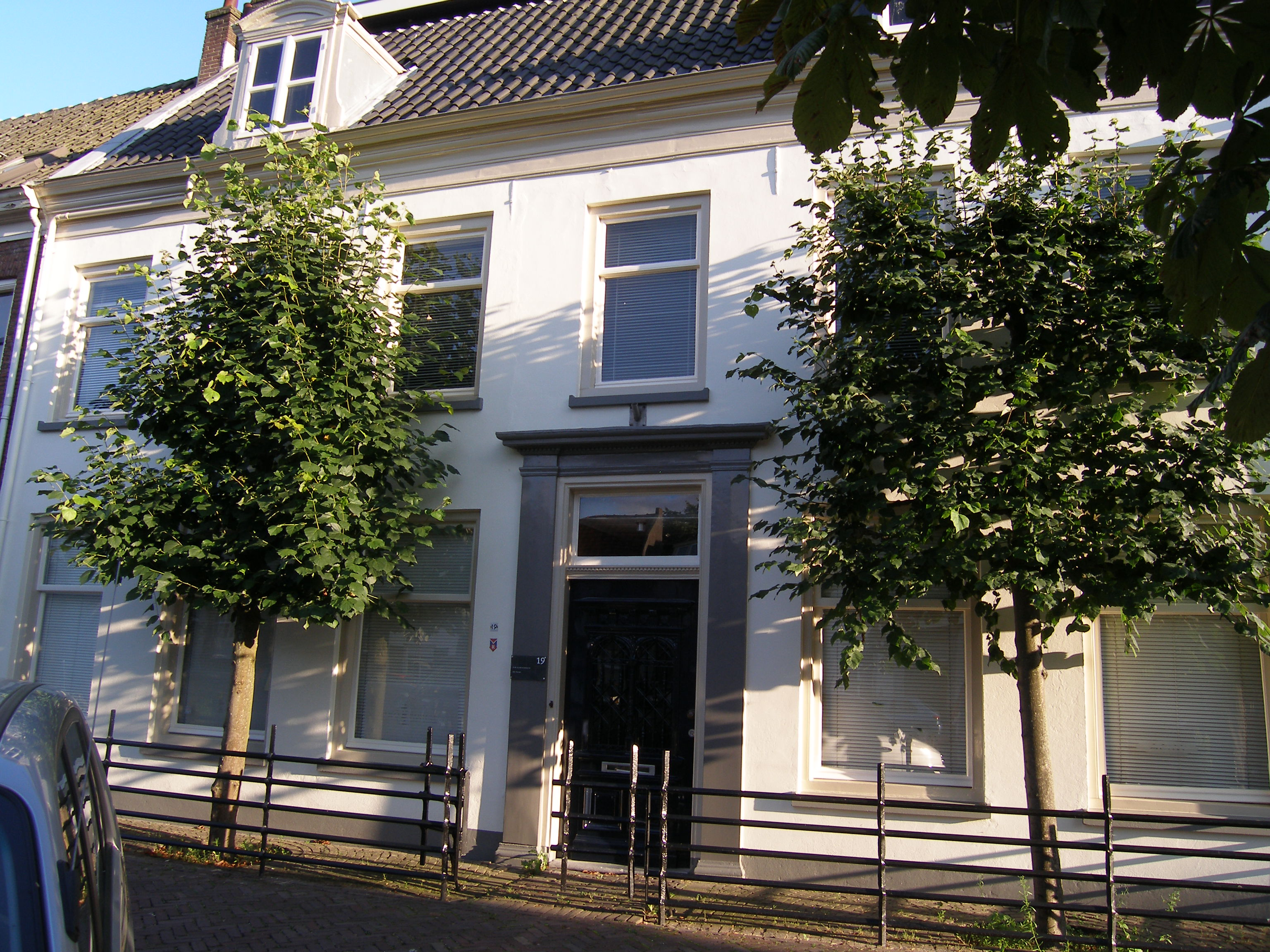
Schippersgracht 19 te Maarssen
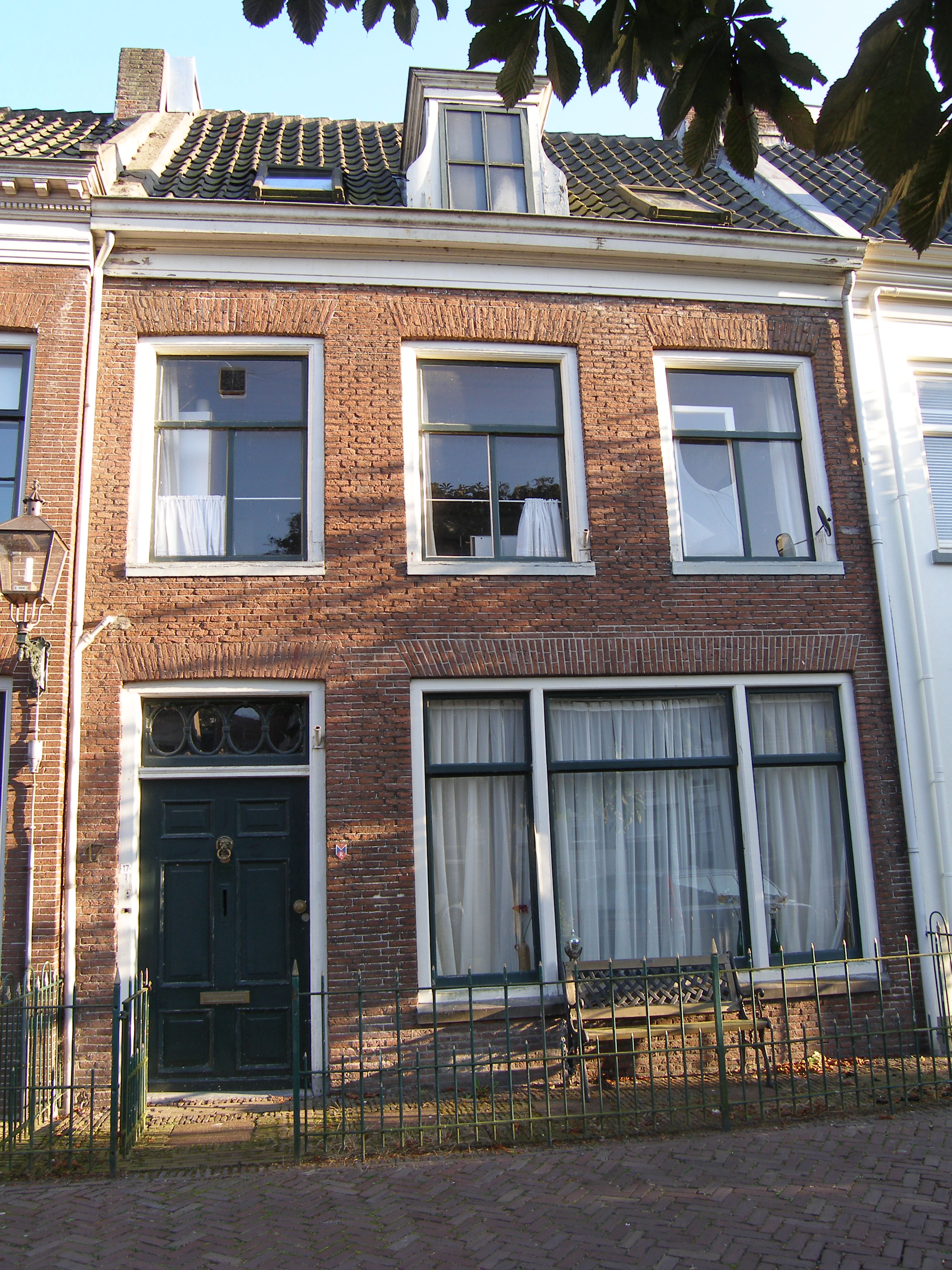
Schippersgracht 17 te Maarssen
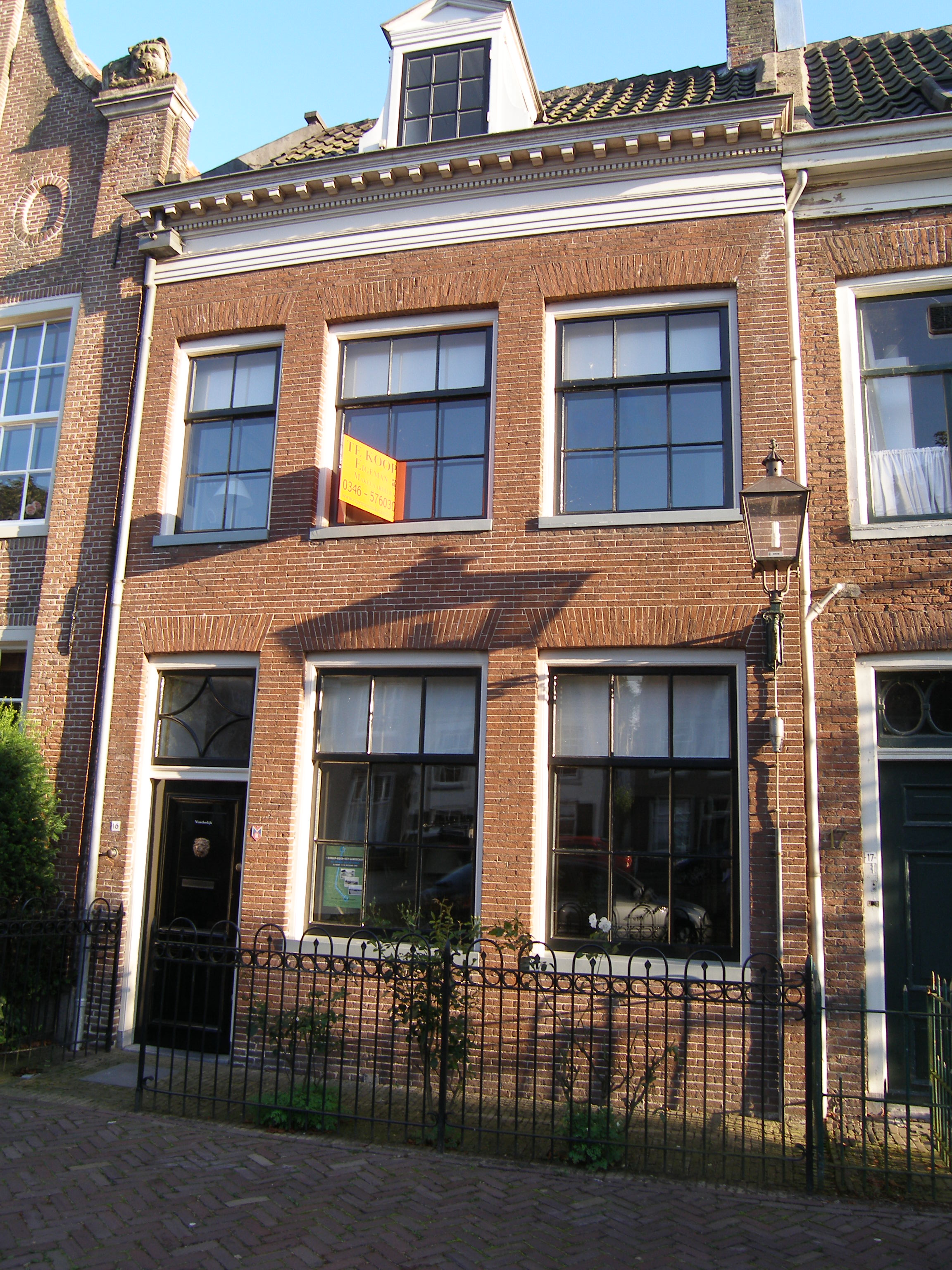
Schippersgracht 16 te Maarssen
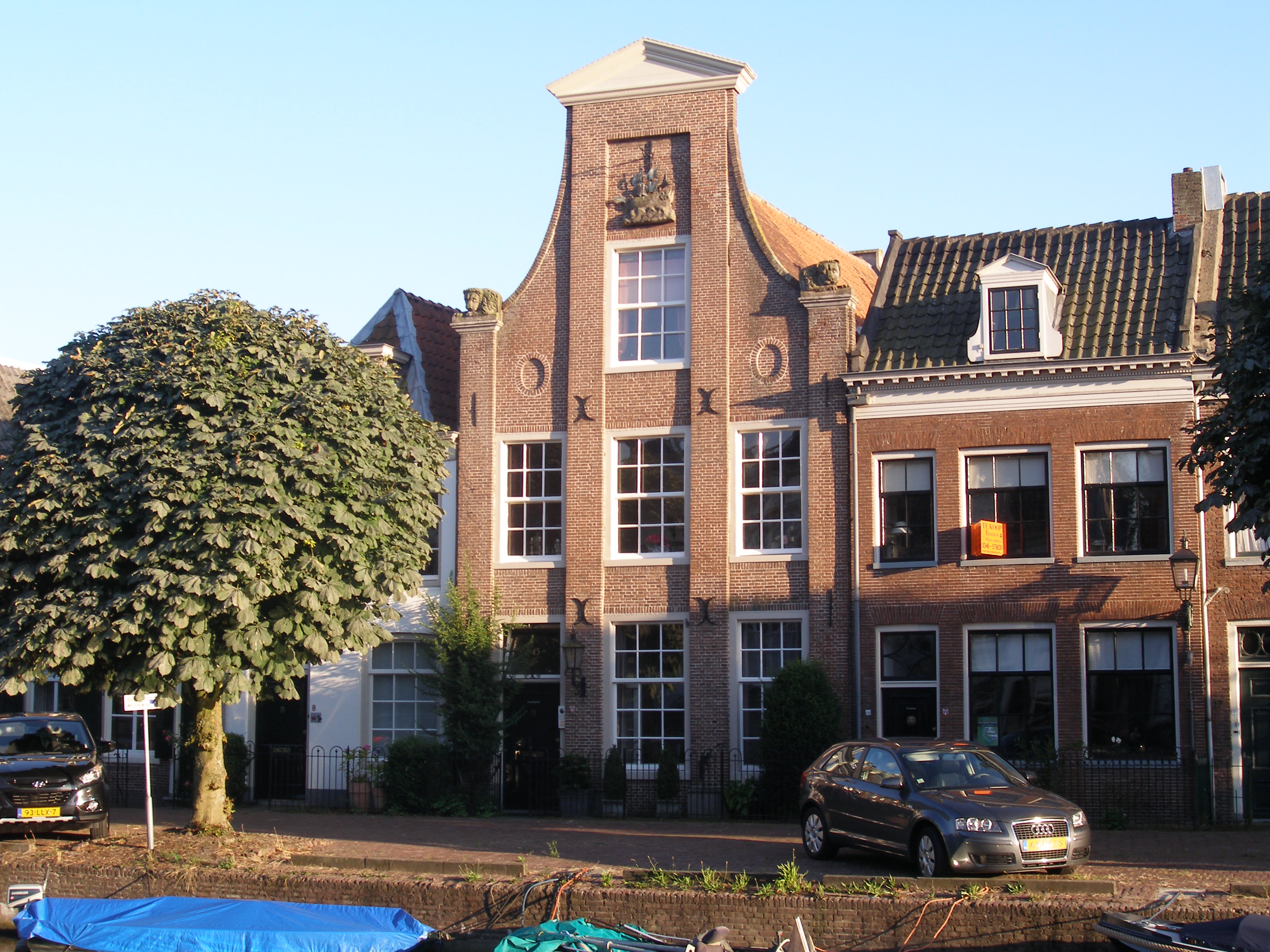
Schippersgracht 15 te Maarssen
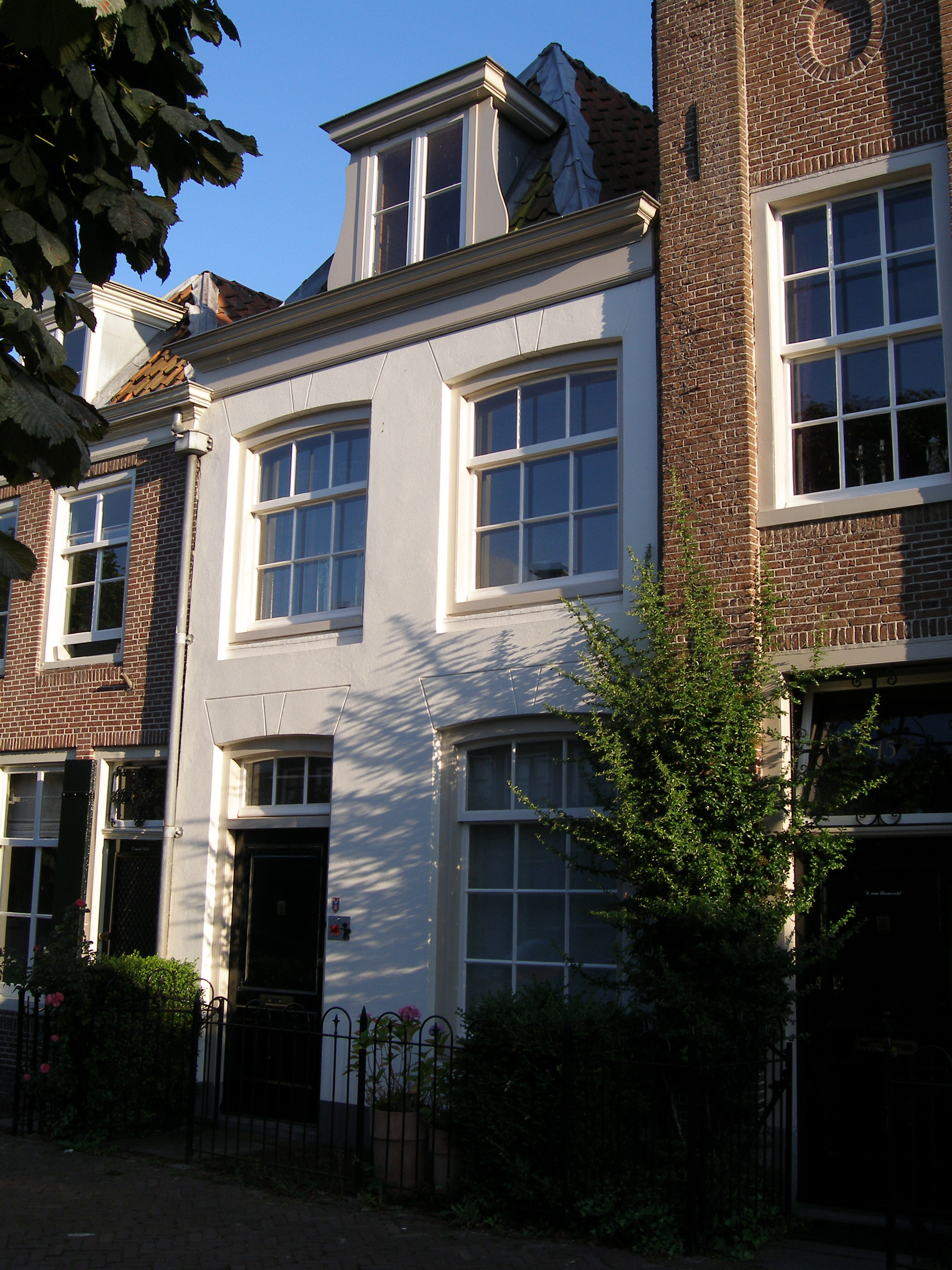
Schippersgracht 14 te Maarssen
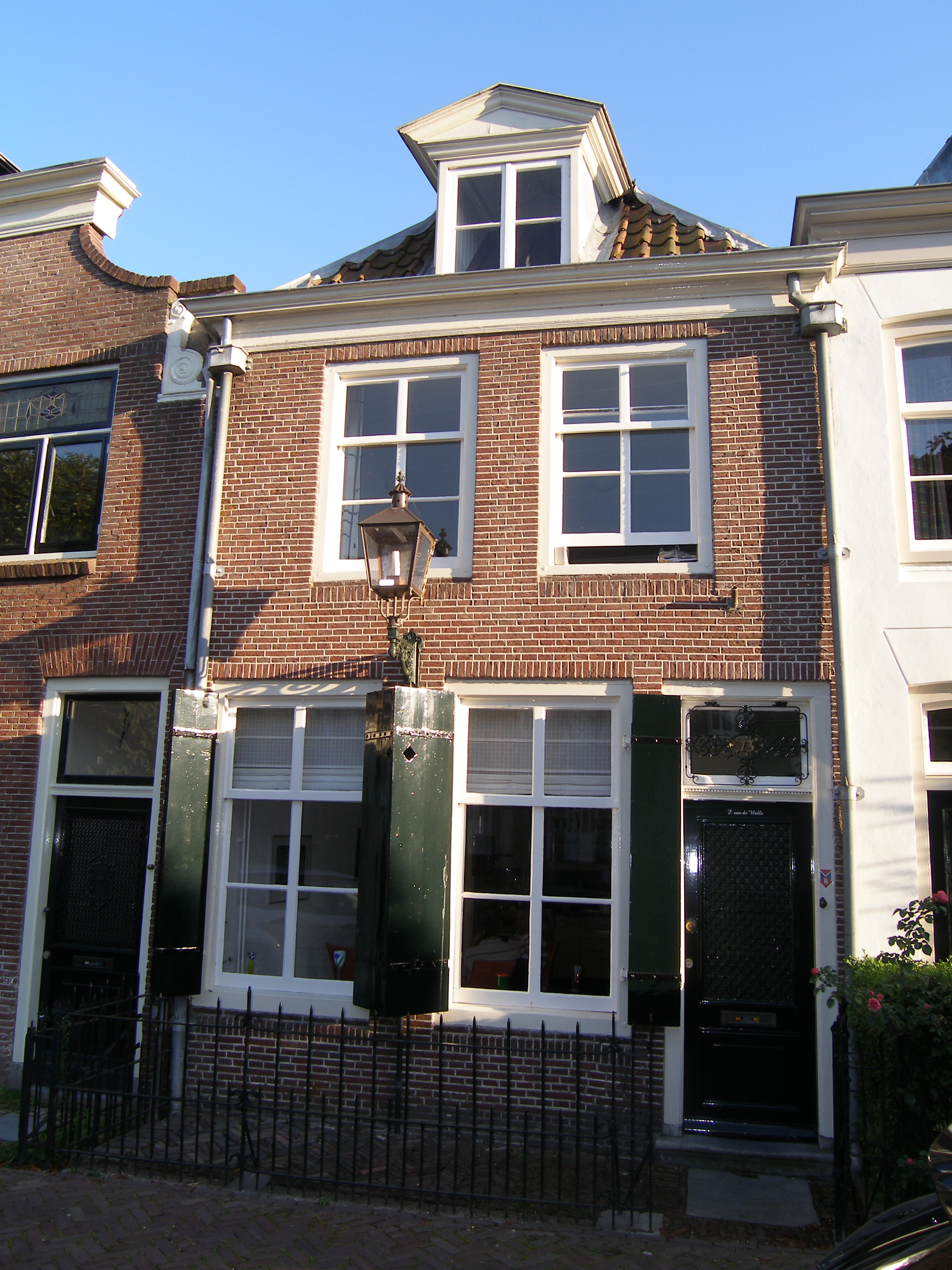
Schippersgracht 13 te Maarssen
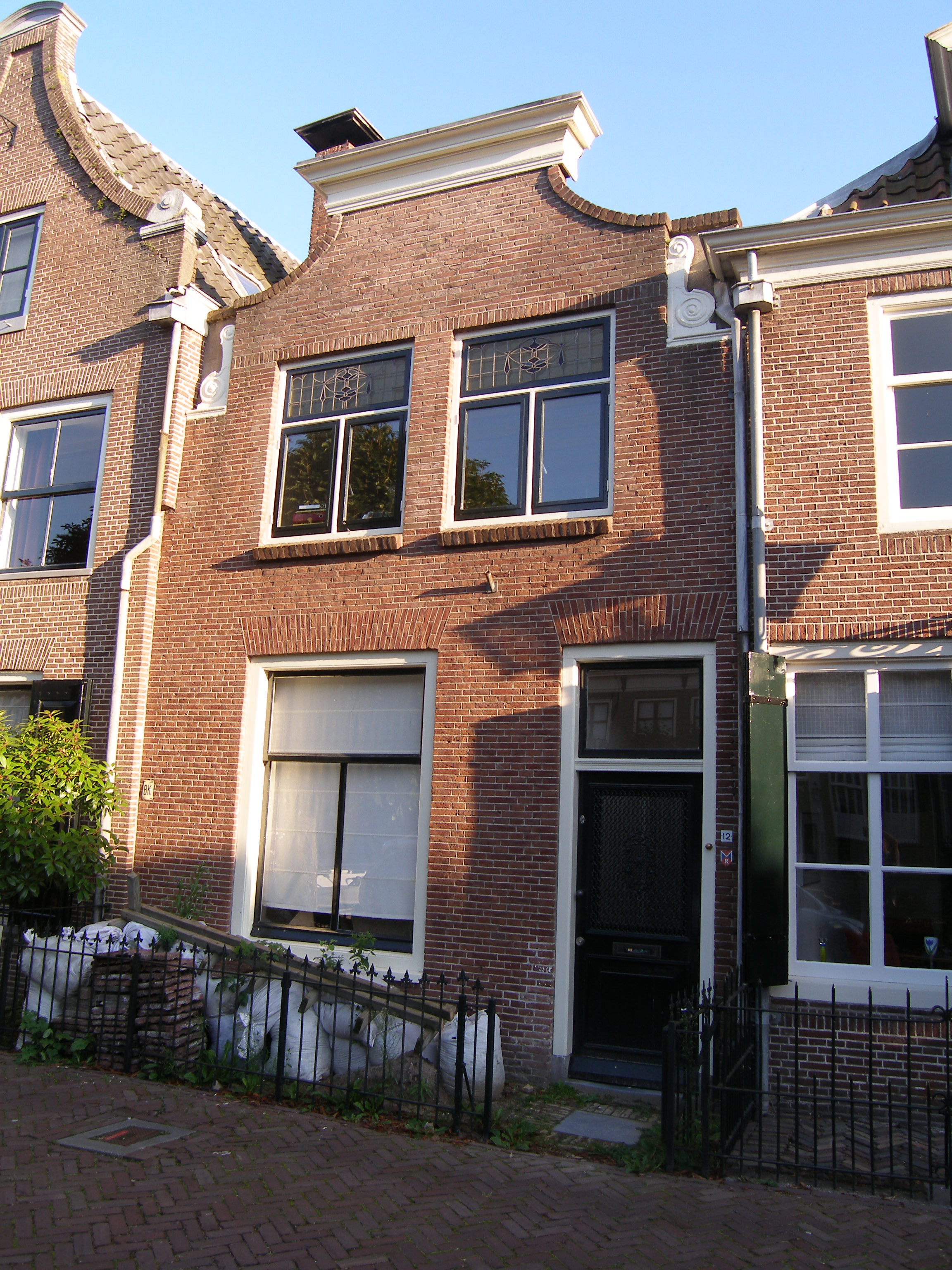
Schippersgracht 12 te Maarssen
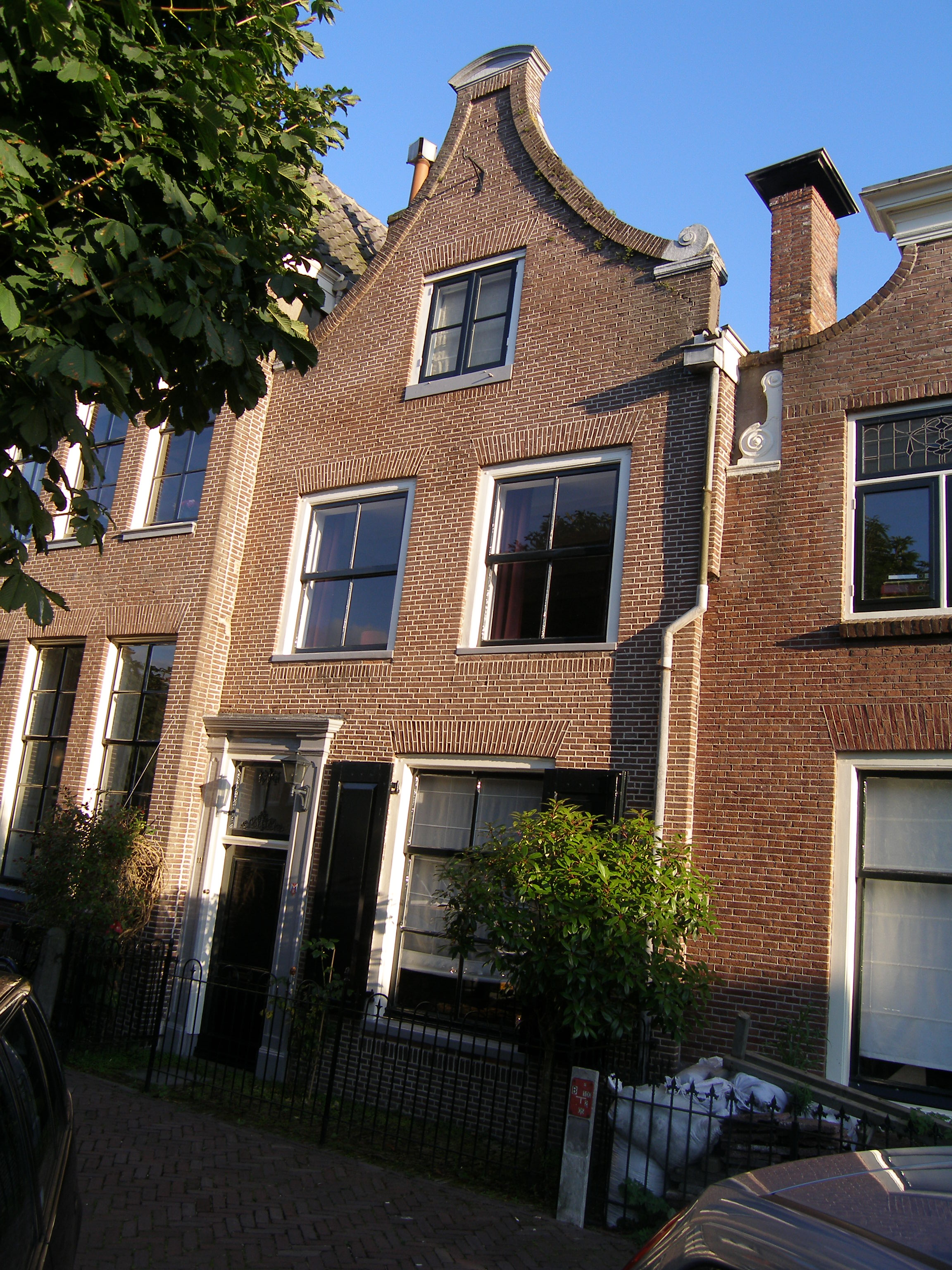
Schippersgracht 11 te Maarssen
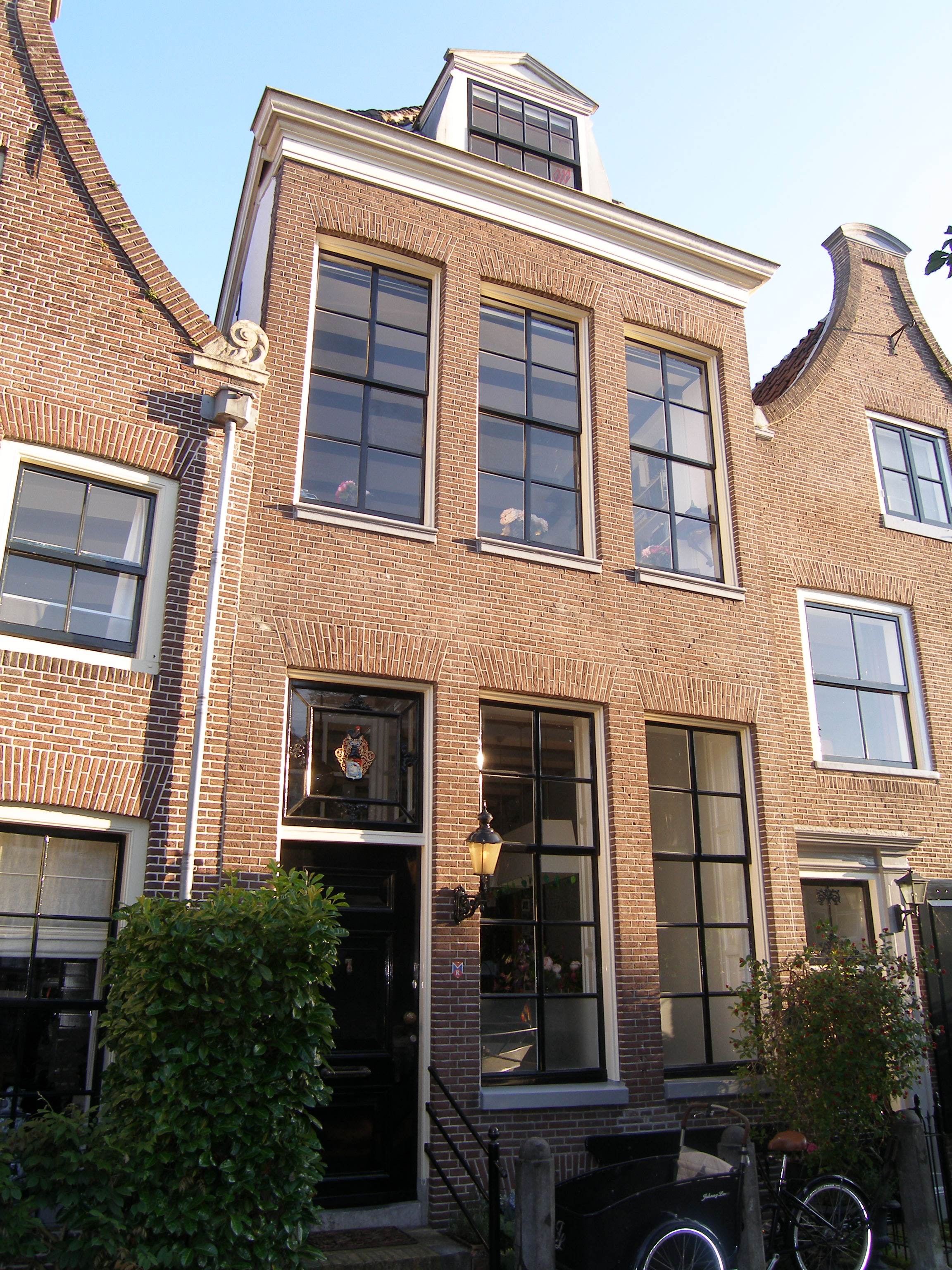
Schippersgracht 10 te Maarssen
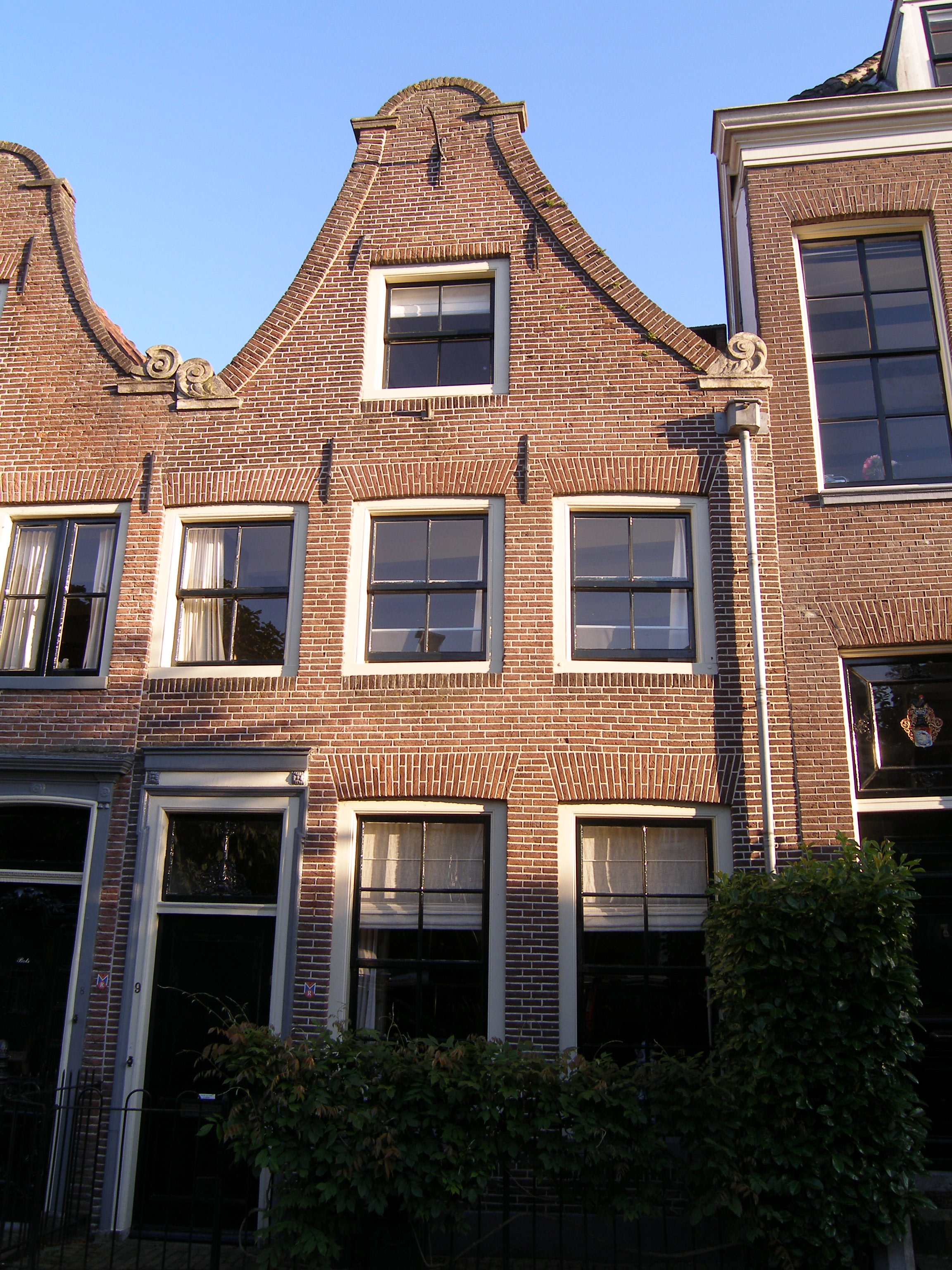
Schippersgracht 9 te Maarssen
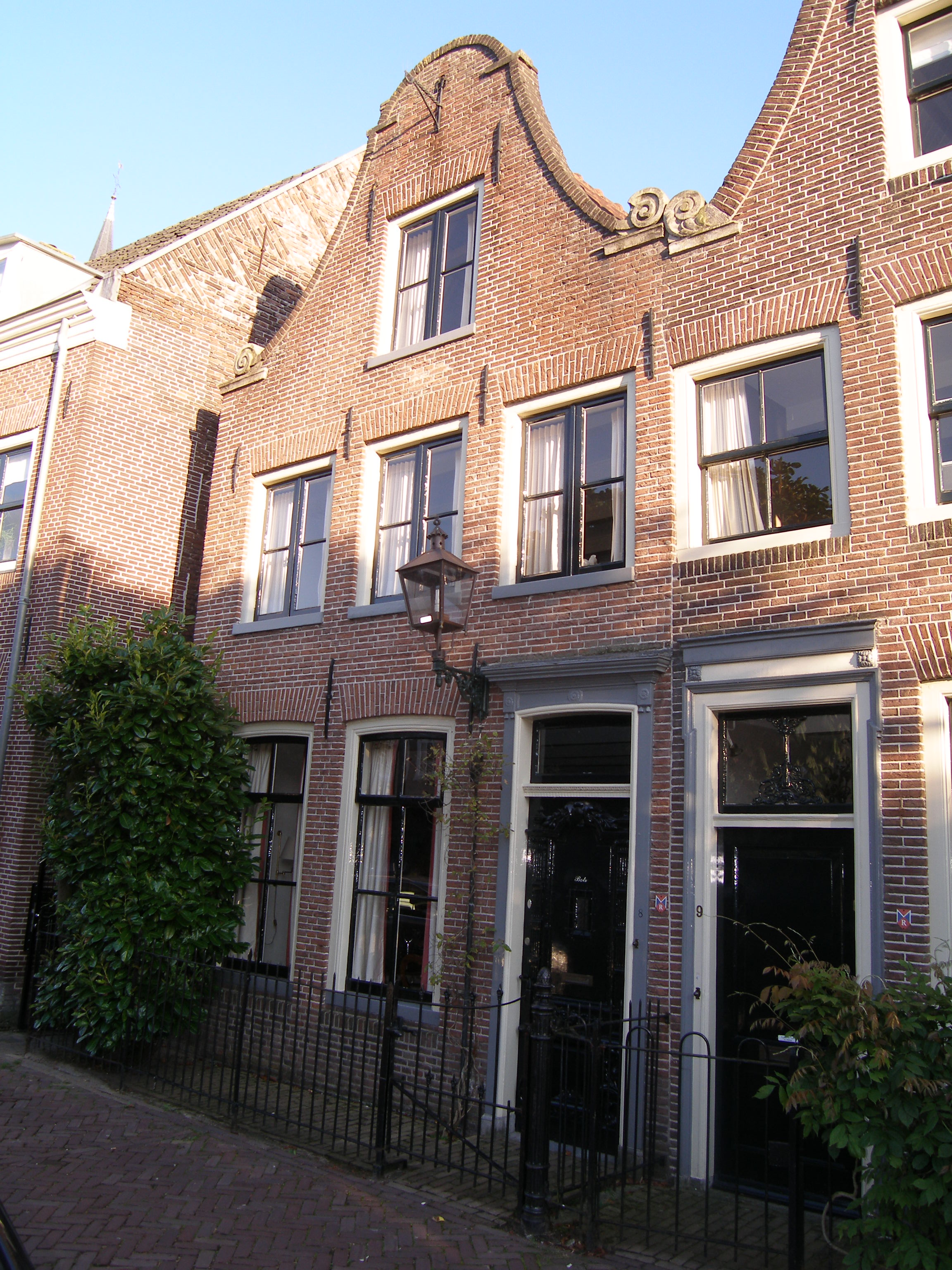
Schippersgracht 8 te Maarssen
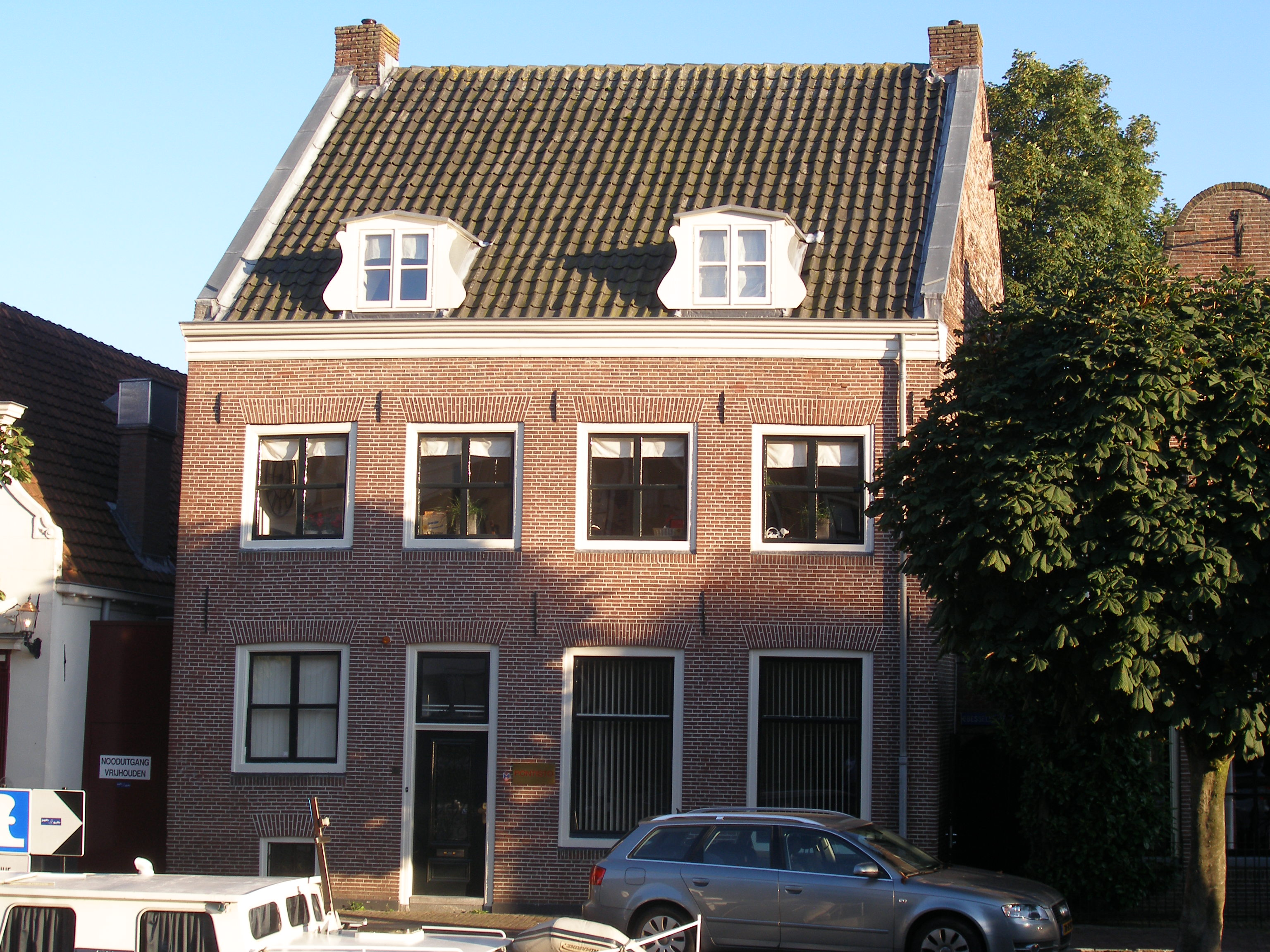
Schippersgracht 6 te Maarssen
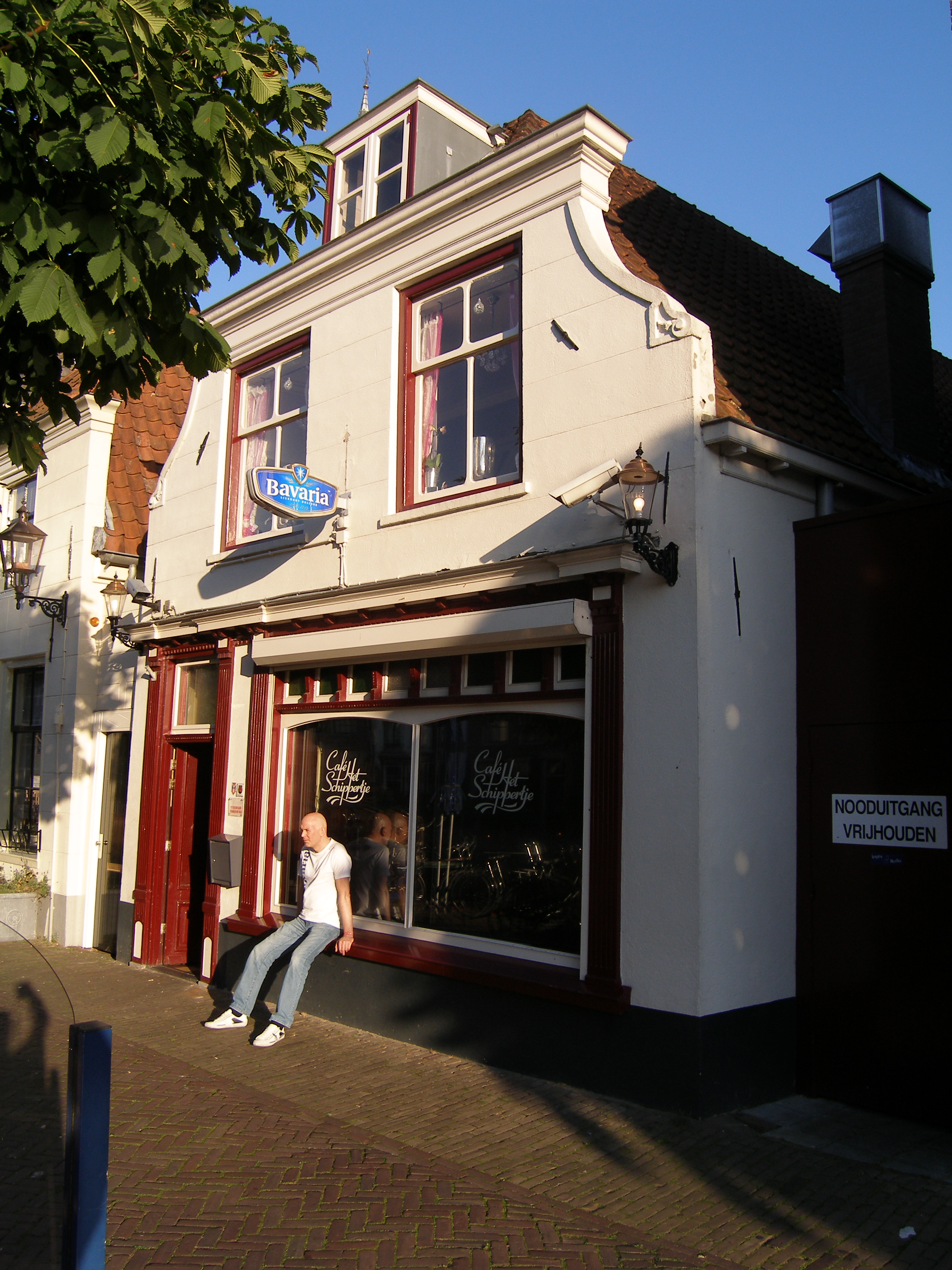
Schippersgracht 5 te Maarssen
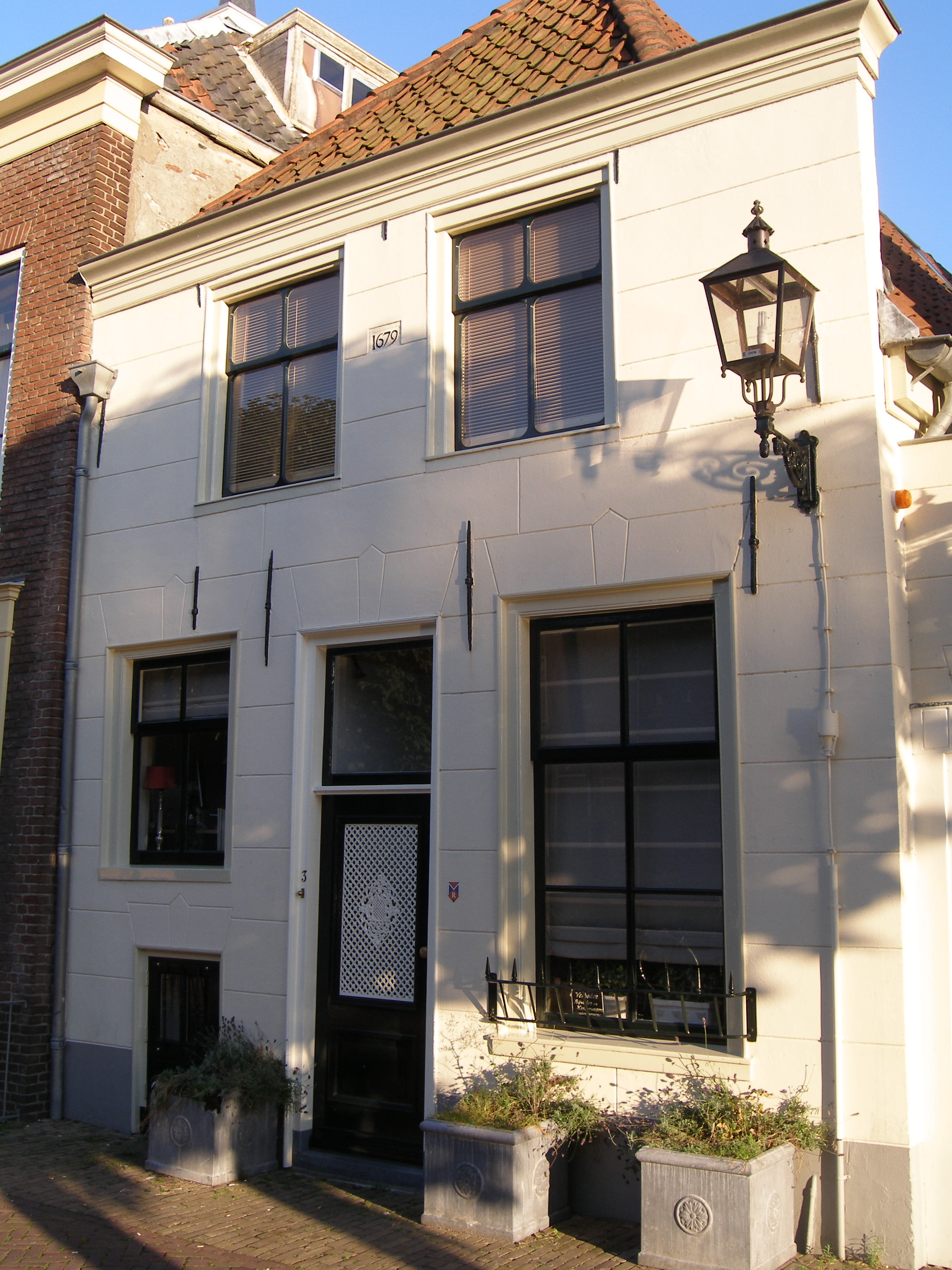
Schippersgracht 4 te Maarssen

Binnenweg ·
Bolensteinsestraat ·
Bolensteinseweg ·
Breedstraat ·
Diependaalsedijk ·
Herengracht ·
Kaatsbaan ·
Kerkweg ·
Langegracht ·
Nassaustraat ·
Parkweg ·
Raadhuisstraat ·
Schippersgracht ·
Wilhelminaweg · 
Zandpad